# ロッテルダムレコード
ロッテルダムレコード(Rotterdam Records)は、オランダの工業都市として知られるロッテルダム在住のDJポール・エルスタックによって1992年に設立されたハードコアテクノ専門のレコードレーベルで、親会社は数多くの傘下レーベルを抱えるオランダのミッドタウン・レコード(Mid-Town Records)。
またロッテルダムレコードは、サブレーベルとしてTerror TraxxとForze Recordsを所有している。

## 概要
このレーベルは、最初のハードコアハウスのレコードレーベルとして長年に渡って支持され、設立当時の1992年にはユーロマスターズの"Alles Naar De Kloote"、スパーミネーターの"No Woman Allowed"、ロッテルダム・ターミネーション・ソースの"Poing"など、数々の傑作をリリースした。
日本では電気グルーヴの石野卓球が猛烈にプッシュしており、1993年にavex traxが日本限定編集のコンピレーション盤ROTTERDAM TECHNO IS HARD HARD HARD!!をシリーズでリリースした際、石野本人がライナーノーツを担当した（Vol.1とVol.2のみ）程の熱の入れようであった。
これによって、日本ではロッテルダムレコードでリリースされるようなスタイルの呼び名が、本来のガバより分かりやすいロッテルダム・テクノとなり、その名が浸透した。
2001年に、設立者でありオーナーでもあったポール・エルスタックが、新しいレーベルOffensive Recordsを立ち上げるためにRige Entertainmentへ移籍した。このため、ネオファイトのJeroen StreundingがDJパニックと共に新しいレーベルオーナーになり、それと同時に、サブレーベルであるTerror TraxxとForze Recordsのオーナーにもなった。

## 主要アーティスト
- ポール・エルスタック
- ユーロマスターズ
- ネオファイト（英語版）
- ロッテルダム・ターミネーション・ソース（英語版）
- DJロブ（英語版）
- ホリー・ノイズ（オランダ語版）